# Beine (Yonne)

Das Weinbaugebiet Chablis

Beine ist eine französische Gemeinde im Département Yonne (Region Bourgogne-Franche-Comté) in der Nähe von Auxerre und Pontigny. Die Gemeinde hat 444 Einwohner (Stand 1. Januar 2022), verfügt über eine Grundfläche von 21,57 km² und liegt auf einer Höhe von 180 Metern über dem Meer. Beine liegt unweit von Chablis.

## Wirtschaft und Infrastruktur
Beine ist ein vorwiegend durch die Landwirtschaft (Weinbau und Obstbau) geprägtes Dorf. Viele Erwerbstätige sind deshalb Wegpendler, die in den größeren Ortschaften der Umgebung ihrer Arbeit nachgehen.

## Weinbau bei Beine
Das Chablis ist das nördlichste Weinbaugebiet in Burgund. Auf den Kalksteinhängen wird ausschließlich Chardonnay angebaut. Die Rebfläche verteilt sich auf Beine und 19 angrenzende Gemeinden. Die Winzer haben auch das Recht, die regionalen Herkunftsbezeichnungen Bourgogne, Bourgogne Aligoté, Bourgogne Passetoutgrain, Bourgogne Grand Ordinaire sowie Crémant de Bourgogne zu nutzen.

## Bevölkerung
Mit 444 Einwohnern (1. Januar 2022) gehört Beine zu den kleinen Gemeinden des Départements Yonne. Nachdem die Einwohnerzahl in der ersten Hälfte des 20. Jahrhunderts abgenommen hat, wurde seit Anfang der 1960er Jahre wieder ein kontinuierliches Ansteigen der Einwohnerzahl verzeichnet.
| Jahr                      | 1962 | 1968 | 1975 | 1982 | 1990 | 1999 | 2006 |
| ------------------------- | ---- | ---- | ---- | ---- | ---- | ---- | ---- |
| Einwohner                 | 326  | 338  | 331  | 374  | 403  | 454  | 471  |
| Quelle: Cassini und INSEE |      |      |      |      |      |      |      |